# Arotrephes
Arotrephes is een geslacht van insecten uit de orde vliesvleugeligen (Hymenoptera) en de familie Ichneumonidae.

## Soorten
- A. brevicauda Horstmann, 1995
- A. coriaceus Horstmann, 1995
- A. laeviscutum Horstmann, 1993
- A. minor (Pfankuch, 1924)
- A. mitralis (Provancher, 1886)
- A. nivosus (Hellen, 1967)
- A. parvipennis (Thomson, 1884)
- A. perfusor (Gravenhorst, 1829)
- A. pusillus (Cresson, 1864)
- A. rufobasalis Horstmann, 1993
- A. speculator (Gravenhorst, 1829)